# جیتاری
جیتاری (به انگلیسی: Jaithari) یک منطقهٔ مسکونی در هند است که در Anuppur district واقع شده‌است. جیتاری ۵ کیلومتر مربع مساحت و ۷٬۸۰۰ نفر جمعیت دارد و ۴۹۰ متر بالاتر از سطح دریا واقع شده‌است.